# Elyse Goldstein
Elyse Goldstein, née en 1955 à Scranton en Pennsylvanie, est la première femme rabbin au Canada, bien qu'elle soit née aux États-Unis. Elle est ordonnée rabbin en 1983. Elle est du mouvement du Judaïsme réformiste. En 2010, Rabbi Goldstein obtient sa citoyenneté canadienne.

## Années de jeunesse
Goldstein est née en 1955 à Scranton, en Pennsylvanie, aux États-Unis. Les parents de Goldstein, Abraham Golstein (1918-1997) et Terry Gallant (née en 1922) sont tous les deux originaires de New York. Son père est un commerçant et sa mère directrice d'une organisation juive de jeunesse. Jeune étudiante, Elyse Goldstein fréquente la synagogue Beth Ou, une synagogue à New York qui aide les personnes juives souffrant de surdité à différents degrés. Goldstein apprend le langage des signes et s'engage dans des organismes culturels pour les sourds.

## L'école rabbinique
Goldstein s'inscrit en 1978 à l'Université Brandeis (BA summa cum laude et Phi Beta Kappa ). Elle perfectionne son hébreu et est ordonnée rabbin au Hebrew Union College - Jewish Institute of Religion en 1983,.

## Vie rabbinique
Son premier travail est  comme rabbin adjoint au temple Holy Blossom de Toronto entre 1983 et 1986. Elle est alors la seule femme rabbin au Canada. Puis de 1986 à 1991, elle sert comme rabbin de Temple Beth David de Canton, au Massachusetts, avant de retourner vivre à Toronto au Canada.
Depuis 1991, la rabbin Goldstein préside le groupe kolel The Adult Centre for Liberal Jewish Learning, un Centre d'apprentissage pour juifs réformistes à Toronto. Cette association se veut dans la tradition du Lehrhaus en Allemagne, en offrant des études juives à des adultes dans les classes, des conférences, des séminaires-vacances. Avec les années, le groupe Kolel devient la première institution éducative juive réformée au Canada. L'association attire un nombre croissant de jeunes juifs célibataires voulant renouer avec leurs racines juives. En plus de son travail à kolel, la rabbin Goldstein  donne des conférences dans les lycées et les campus universitaires à travers le Canada. Elle apparaît fréquemment aux émissions jeunesse de la radio et de la télévision ontarienne afin d'expliquer le judaïsme et sensibiliser les jeunes non-juifs au respect des juifs.
Après plus d'une vingtaine d'années dans l'éducation jeunesse, le travail de rabbin dans une congrégation lui manque. À l'automne 2012, Rabbi Goldstein veut ouvrir une nouvelle synagogue réformiste au centre-ville de Toronto.
La rabbin Goldstein est membre du conseil consultatif de rédaction de l'hebdomadaire Canadian Jewish News. Elle est également la première femme à être élue présidente de la Interdenominational Toronto Board of Rabbis (association locale regroupant des rabbins des 4 branches du judaïsme). Elle a été également présidente de l'association des rabbins réformistes du Grand Toronto métropolitain.

## Vie privée
En 1983, elle épouse Baruch Browns-Sienne (né en 1956), un juif canadien producteur de logiciels, et le couple a trois fils: Noam Ezra (né en 1989), Carmi Shalom (né en 1991), et Micah Benjamin (né en 1994).

## Écrits
Elle est l'auteur de quatre livres en langue anglaise:
- ReVisions: Seeing Torah through a Feminist Lens (1998)
- The Women’s Torah Commentary (2000)
- The Women’s Haftarah Commentary (2003)
- New Jewish Feminism: Probing the Past, Forging the Future (2004)

Elle écrit une chronique mensuelle pour le Canadian Jewish News. Ses articles ont paru dans la Revue d'études des femmes canadiennes - The Journal of Canadian Women's Studies et dans The Journal of Reform Judaism. Rabbi Elyse Goldstein est l'une des sept femmes en vedette dans le film  documentaire de Francine Zuckerman Half the Kingdom.

## Distinctions
En 1996, le  YM-YWHA (centre communautaire juif) de la région métropolitaine de Toronto lui décerne le Prix féminin de distinction pour l'excellence dans le domaine de l'éducation. Son  livre: Seeing Torah Through a Feminist Lens gagne le Prix du livre juif canadien 1998.
Elle est nommée "Femme de l'Année" par l'organisme ORT Canada en 2001. Elyse Goldstein reçoit en 2004 le prix UJA Rabbinic Achievement Award de l'association rabbinique américaine. Elle est la récipiendaire 2005 du prix prestigieux dans l'éducation juive jeunesse, the internationally recognized Covenant Award for Exceptional Jewish Educators .
En mai 2008 elle reçoit un doctorat honorifique en théologie de l'Hebrew Union College des États-Unis.